# Ait Bazza
Ait Bazza  (in arabo أيت بازة‎?) è un centro abitato e comune rurale del Marocco situato nella provincia di Boulemane, regione di Fès-Meknès. Conta una popolazione di 2 955 abitanti (censimento 2014).